# 中原弘光
中原 弘光（なかはら ひろみつ、1975年7月8日 - ）は、宮崎県宮崎市出身の日本の料理人。東京・学芸大学のイタリア料理店・La fontana azzurraのオーナーシェフ。

## 経歴
日向学院高校卒業後、大阪あべのエコールキュリネール大阪辻調理師専門学校に入学し、卒業後はフランスのシャンパーニュ地方へと渡仏する。そして、当時ミッシュラン１つ星獲得していた『ロイヤルシャンパーニュ』にて修行を重ねた。
フランスから日本に帰国後、フォーシーズンズホテル椿山荘東京、イタリア料理『BiCE東京』、フランス料理『ぎんきょう』、『リストランテ キオラ』二代目料理長を務めた後、『リストランテ　シルベラード』総括総料理長、2015年にオステリア『NAKAHARA』初代料理長に就任後、2016年2月に自らオーナーシェフを務めるイタリア料理店・『La fontana azzurra』を学芸大学駅にオープンする。

## 所属
- みやざき大使
- あか牛大使
- 日本イタリア料理協会会員
- 宮崎シェフズクラブ初代会長